# بيل غالو
بيل غالو (بالإنجليزية: Bill Gallo)‏ هو رسام كارتون أمريكي، ولد في 28 ديسمبر 1922 في مانهاتن في الولايات المتحدة، وتوفي في 10 مايو 2011 في نيويورك في الولايات المتحدة.